# Тамарак (город, Миннесота)
Тамарак (англ. Tamarack) — город в округе Эйткин, штат Миннесота, США. На площади 9,3 км² (9,3 км² — суша, водоёмов нет), согласно переписи 2002 года, проживают 59 человек. Плотность населения составляет 6,3 чел./км².
- Телефонный код города — 218
- Почтовый индекс — 55787
- FIPS-код города — 27-64156[1]
- GNIS-идентификатор — 0652995[2]